# Бокзе
Бокзе (њем. Boksee) општина је у њемачкој савезној држави Шлезвиг-Холштајн. Једно је од 84 општинска средишта округа Плен. Према процјени из 2010. године у општини је живјело 484 становника. Посједује регионалну шифру (AGS) 1057010.

## Географски и демографски подаци
Бокзе се налази у савезној држави Шлезвиг-Холштајн у округу Плен. Општина се налази на надморској висини од 58 метара. Површина општине износи 5,5 km². У самом мјесту је, према процјени из 2010. године, живјело 484 становника. Просјечна густина становништва износи 88 становника/km².

## Међународна сарадња
| Мјесто | Држава  | Врста сарадње | Од    |
| ------ | ------- | ------------- | ----- |
|        | Италија | партнерство   | 1985. |
| Извор  |         |               |       |